# Hans Bauer (Fußballspieler, 1927)
Johann Richard „Hans“ Bauer (* 28. Juli 1927 in München; † 31. Oktober 1997 ebenda), auch Hansi Bauer, war ein deutscher Fußballspieler, der für die Münchener Vereine FC Wacker und FC Bayern in der Oberliga Süd aktiv war und mit der A-Nationalmannschaft 1954 Weltmeister wurde.

## Leben
Sein Vater war Eisendreher und seine Mutter trug Zeitungen aus. Bauer wurde mit 17 Jahren zur Wehrmacht eingezogen. An der Westfront in französische Kriegsgefangenschaft geraten und in einem Lager zwischen Nancy und Mulhouse an der Ruhr erkrankt, beendete den Genesungsprozess anschließend in einem Lazarett.
Nach seiner Entlassung aus der Kriegsgefangenschaft war Bauer für das Lebensmittelunternehmen Eckart als Bürokaufmann tätig. Um 1949 fand er eine Anstellung als Mineralölkaufmann und Sachbearbeiter beim Mineralölunternehmen Shell, das ihm 1954 eine Tankstelle im Münchener Stadtteil Pasing verpachtete. Nach einigen Jahren beendete er seine Pächtertätigkeit und war bis zu seiner Pensionierung als Mineralölkaufmann tätig.
Bis 1956 wartete Bauer, um seine Jugendfreundin Charlotte zu heiraten. Ein Jahr später bekamen sie den Sohn Robert. 1963 endete seine Ehe. Mit Sammy Drechsels Mitarbeiterin Maja ging Hans Bauer eine zweite Ehe ein, aus der zwei weitere Kinder, Sascha und Miriam hervorgingen. Doch auch diese Verbindung war nicht von Dauer. Seine letzten zehn Lebensjahre verbrachte er an der Seite von Hilde Käfer, die er schon in seiner Jugend kennengelernt hatte und die ihm an seinem 60. Geburtstag erneut begegnet war.
Den Ruhestand verbrachte er u. a. mit Reisen und Radfahren, Golf, Bildender Kunst und Opernbesuchen.
Die jahrzehntelange sportliche Belastung forderte ihren Tribut und wurde durch die Tatsache, dass er spät mit dem Rauchen begann, noch verschlimmert. Aufgrund seines vergrößerten Herzes verstarb er während einer Routineuntersuchung in einer Münchner Klinik.

## Karriere

### Vereine
Bauer begann mit zehn Jahren in der Fußballabteilung des MTV München 1879 mit dem Fußballspielen und blieb bis 1946 bei dem Verein.
Zur Saison 1946/47 wurde er vom FC Wacker München verpflichtet, für den er zwei Spielzeiten lang aktiv war. Seine erste Saison bestritt er in der zweitklassigen Amateurliga Bayern und stieg mit den „Blausternen“ am Saisonende erstmals in die Oberliga Süd auf. Nach nur einer Spielzeit stiegen sie als Tabellenvorletzter umgehend ab.
Zur Saison 1948/49 erhielt er beim FC Bayern München einen Lizenzspielervertrag und kam in der höchsten deutschen Spielklasse zu seinen ersten 15 Punktspielen für die Bayern in der Oberliga Süd. Sein Debüt gab er am 12. September 1948 (1. Spieltag) beim 1:1-Unentschieden im Heimspiel gegen den 1. FC Schweinfurt 05. Der dritte Tabellenplatz berechtigte zur Teilnahme an der 2. Qualifikationsrunde zur Deutschen Meisterschaft. In beiden Spielen gegen den FC St. Pauli spielte Bauer, von denen der FC Bayern München das Wiederholungsspiel mit 0:2 verlor und ausschied.
In der Folgesaison absolvierte er ebenfalls 15 Punktspiele, die er 1950/51 mit 25 Einsätzen überbot. Von 1951 bis 1955 folgten weitere 106 Punktspiele, in denen er drei Tore schoss. Aufgrund des schlechten Abschneidens stieg er mit dem FC Bayern München erstmals – und einmalig bis heute – in die 2. Oberliga Süd ab. In dieser trug er mit neun Toren in 33 von 34 Punktspielen zum zweiten Tabellenplatz hinter dem Freiburger FC bei, der die Rückkehr in die Oberliga Süd bedeutete. Am Ende der Saison, in der er 18 Oberligaspiele bestritt, stand der Gewinn seines ersten Titels. Am 29. Dezember 1957 war er Spielführer der Mannschaft, die im Augsburger Rosenaustadion mit 1:0 gegen Fortuna Düsseldorf den DFB-Pokal gewann. Von 1957 bis 1959 absolvierte er seine letzten beiden Spielzeiten für den FC Bayern München und verabschiedete sich mit 47 Spieleinsätzen, insgesamt 226, aus der Oberliga Süd.

### Nationalmannschaft
Sein Debüt im Nationaltrikot gab Bauer am 22. September 1951 in Augsburg beim 1:1-Unentschieden der B-Nationalmannschaft gegen die Auswahl Österreichs. Es folgten die beiden Länderspiele gegen die Auswahl der Schweiz, die am 14. Oktober 1951 und 9. November 1952 mit jeweils 2:0 in Basel gewonnen wurden. Sein letztes Länderspiel für die B-Nationalmannschaft bestritt Bauer am 24. April 1954 in Offenburg bei der 1:3-Niederlage gegen die Auswahl der Schweiz. 
Für die A-Nationalmannschaft bestritt er zwischen 1951 und 1958 fünf Länderspiele. Sein Debüt gab er am 23. Dezember 1951 in Essen beim 4:1-Sieg im Testspiel gegen die Auswahl Luxemburgs über 90 Minuten. Gegen diese Auswahl bestritt er am 20. April 1952 in Luxemburg beim 3:0-Sieg sein zweites Länderspiel. Höhepunkt für ihn – damals im Alter von 26 Jahren – war der Gewinn der Weltmeisterschaft 1954 in der Schweiz. Als einziger Spieler des FC Bayern München dem WM-Kader angehörig, wurde er im zweiten Gruppenspiel bei der 3:8-Niederlage gegen die Auswahl Ungarns und im Entscheidungsspiel um Platz 2, beim 7:2-Sieg gegen die Auswahl der Türkei eingesetzt. Sein letztes Länderspiel absolvierte er über vier Jahre später, am 26. Oktober 1958 in Paris beim 2:2-Unentschieden gegen die Auswahl Frankreichs.

## Erfolge
- 1954: Weltmeister
- 1957: DFB-Pokal-Sieger

## Auszeichnungen
- 1954: Silbernes Lorbeerblatt